# Fête des cygnes
La fête des cygnes concerne l'adoubement de 267 hommes qui a lieu le 22 mai 1306 en l'abbaye de Westminster. Cet événement de la chevalerie anglaise fait suite à une proclamation du roi Édouard Ier, invitant tous les esquires qui ont les conditions requises pour être adoubés à se présenter devant lui à Westminster. Le roi adoube d'abord son fils Édouard de Caernarfon puis ce dernier adoube les 266 autres hommes présents. 
Lors de la fête qui suit ces adoubements, Édouard Ier fait apporter deux cygnes. Il jure devant Dieu et les cygnes de venger le meurtre de son allié écossais John III Comyn, assassiné froidement par Robert Bruce le 10 février 1306 devant l'autel du couvent des franciscains de Dumfries. Il fait également serment de combattre les infidèles en Terre sainte.
Parmi les personnes adoubées, on compte Pierre Gaveston, Hugues le Despenser, John de Warenne, Roger Mortimer et Roger Mortimer de Chirk.